# Samsons Kampf mit dem Löwen (Musée Cluny Paris)

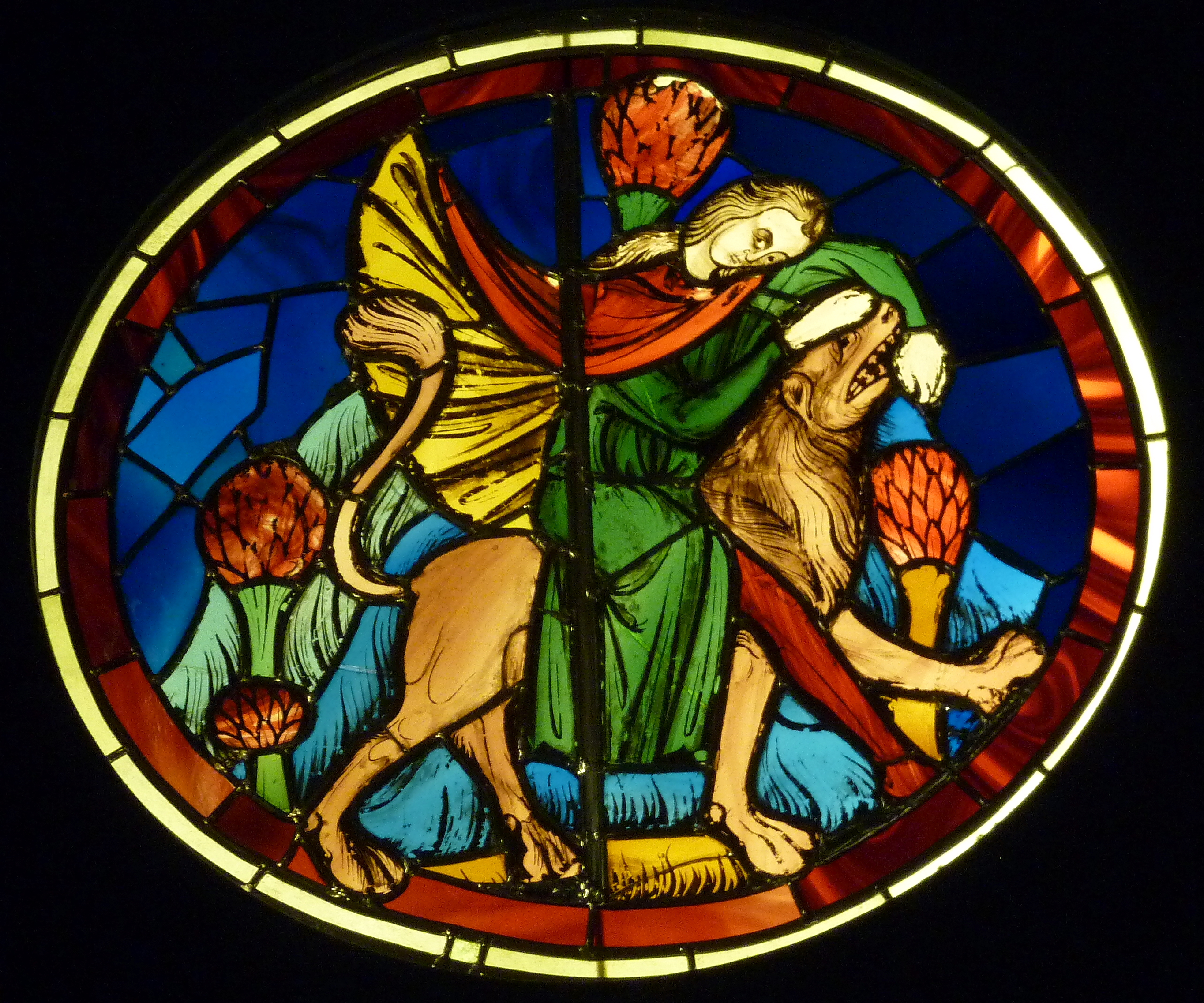
Bleiglasfenster Samsons Kampf mit dem Löwen in Paris

Samsons Kampf mit dem Löwen ist ein Kirchenfenster, das sich ehemals in der Sainte-Chapelle in Paris befand und heute im Musée national du Moyen Âge ausgestellt wird. Das Bleiglasfenster stammt aus einer Pariser Werkstatt und wurde zwischen 1243 und 1248 hergestellt.

## Beschreibung
Die Rundscheibe mit einem Durchmesser von 59 cm wurde aus zwei Rechteckscheiben zu einem Medaillon umgestaltet. Die aus farbigem Hüttenglas bestehende Scheibe besitzt das originale Bleinetz und ist sehr gut erhalten. Im Jahr 1850 kamen mehrere Fenster aus der Sainte-Chapelle in das Museum, ehemals Musée de Cluny bezeichnet, und wurden zu Medaillons umgearbeitet.

## Darstellung
Heute noch gibt es in der Sainte-Chapelle, deren Glasfenster zurzeit eine komplette Restaurierung erfahren, einen Bilderzyklus mit Szenen aus dem Leben des Helden Samson an der Nordseite der Apsis. Daraus wurden zwei Rechteckfenster entnommen, aus denen das Medaillon gefertigt wurde.
Samson trägt ein grünes Gewand und darüber einen roten Mantel mit gelber Fütterung. Er sitzt auf dem Löwen und reißt mit beiden Händen den Rachen des Löwen auf. Dahinter ist in Blautönen eine hügelige Landschaft angedeutet. Es wachsen ringsherum Artischocken, so dass eine südliche Landschaft gezeigt werden soll. Der Kampf Samsons mit dem Löwen geschieht auf dem Weg zur Brautwerbung nach Timna: „Da kam der Geist des Herrn über Simson, und Simson zerriss den Löwen mit bloßen Händen, als würde er ein Böckchen zerreißen“ (Ri 14,6 ). Das Leben Samsons wurde zuvor in den bildenden Künsten nur selten dargestellt.